# Oh (digramme)
Cette page contient des caractères spéciaux ou non latins. S’ils s’affichent mal (▯, ?, etc.), consultez la page d’aide Unicode.
Pour les articles homonymes, voir OH.
Oh (minuscule oh) est un digramme de l'alphabet latin composé d'un O et d'un H.

## Linguistique
- En allemand, le digramme « oh » correspond généralement à [oː].

## Représentation informatique
Comme la majorité des digrammes, il n'existe aucun encodage de Oh sous un seul signe, il est toujours réalisé en accolant un O et un H.